# Charles Lawton junior
Charles „Bud“ Lawton junior (* 6. April 1904 in Los Angeles; † 11. Juli 1965 in Pacific Palisades, Los Angeles) war ein US-amerikanischer Kameramann.

## Leben
Charles Lawton Jr. begann 1926 seine berufliche Laufbahn als Kameraassistent von George J. Folsey. Ab 1937 war er Kameramann bei MGM, wo er unter anderem Die Marx Brothers im Kaufhaus (1941) drehte. 1945 wechselte er zu Columbia Pictures, wo er fortan lange Zeit unter Vertrag stand. In den darauffolgenden Jahren arbeitete er für Orson Welles’ Film noir Die Lady von Shanghai (1947), drehte die Maugham-Verfilmung Fegefeuer (1953) in 3D und setzte eine Reihe von Western mit Randolph Scott in Szene, so z. B. Um Kopf und Kragen (1957) und Auf eigene Faust (1959).
Ab den 1950er Jahren arbeitete er wiederholt für die Regisseure Richard Quine und Delmer Daves. Für Quine drehte er unter anderem die Filmkomödien Meine Schwester Ellen (1955), Selten so gelacht (1957) und Mit mir nicht, meine Herren (1959). Zu seinen Kameraarbeiten unter Daves’ Regie zählen unter anderem die Glenn-Ford-Western Der Mann ohne Furcht (1956), Zähl bis drei und bete (1957) und Cowboy (1958). Dreimal kam Lawton Jr. auch als Kameramann von Regisseur John Ford zum Einsatz – für die Filme Mit Leib und Seele (1955), Das letzte Hurra (1958) und Zwei ritten zusammen (1961). Sein Schaffen umfasst mehr als 110 Film- und Fernsehproduktionen.
Lawton Jr. starb 1965 im Alter von 61 Jahren und wurde im Forest Lawn Memorial Park in Glendale, Kalifornien, beigesetzt. Seine Frau Irene (1910–1970) überlebte ihn um fünf Jahre.

## Filmografie (Auswahl)
- 1937: My Dear Miss Aldrich
- 1939: Miracles for Sale
- 1940: Congo Maisie
- 1940: Andy Hardy Meets Debutante
- 1940: Gold Rush Maisie
- 1941: Maisie Was a Lady
- 1941: More About Nostradamus (Kurzfilm)
- 1941: Free and Easy
- 1941: Die Marx Brothers im Kaufhaus (The Big Store)
- 1941: Ringside Maisie
- 1942: The Vanishing Virginian
- 1942: Schatten am Fenster (Fingers at the Window)
- 1942: A Yank at Eton
- 1942: Die Spur im Dunkel (Eyes in the Night)
- 1943: The Youngest Profession
- 1944: Up in Mabel’s Room
- 1944: Abroad with Two Yanks
- 1944: Three Is a Family
- 1945: Hilfe, ich bin Millionär (Brewster’s Millions)
- 1945: Küsse und verschweig mir nichts! (Kiss and Tell)
- 1945: Getting Gertie’s Garter
- 1946: Perilous Holiday
- 1946: The Walls Came Tumbling Down
- 1946: Sambafieber (The Thrill of Brazil)
- 1946: Flucht von der Teufelsinsel (The Return of Monte Cristo)
- 1947: Her Husband’s Affairs
- 1947: Die Lady von Shanghai (The Lady from Shanghai)
- 1948: I Love Trouble
- 1948: Schwarze Pfeile (The Black Arrow)
- 1948: Die Geliebte des Marschalls (The Gallant Blade)
- 1948: The Untamed Breed
- 1949: Unerschütterliche Liebe (Shockproof)
- 1949: Leicht französisch (Slightly French)
- 1949: Treibsand (The Walking Hills)
- 1949: Banditen am Scheideweg (The Doolins of Oklahoma)
- 1949: Der Mann, der zu Weihnachten kam (Mr. Soft Touch)
- 1949: Miss Grant Takes Richmond
- 1949: Tokio-Joe (Tokyo Joe)
- 1950: Der Nevada-Mann (The Nevadan)
- 1950: Ladung für Kapstadt (Cargo to Capetown)
- 1950: Robin Hoods Vergeltung (Rogues of Sherwood Forest)
- 1950: Seine Frau hilft Geld verdienen (The Fuller Brush Girl)
- 1950: Stage to Tucson
- 1951: Unsichtbare Gegner (Santa Fe)
- 1951: Her First Romance
- 1951: Der Rächer von Casamare (Mask of the Avenger)
- 1951: Mann im Sattel (Man in the Saddle)
- 1952: Tommy macht das Rennen (Boots Malone)
- 1952: Paula
- 1952: Die schwarze Isabell (Captain Pirate)
- 1952: Mein Sohn entdeckt die Liebe (The Happy Time)
- 1952: Goldraub in Texas (Hangman’s Knot)
- 1953: Dürstende Lippen (Last of the Comanches)
- 1953: In jedem Hafen eine Braut (All Ashore)
- 1953: Diese Frau vergißt man nicht (Let’s Do It Again)
- 1953: Cruisin’ Down the River
- 1953: Fegefeuer (Miss Sadie Thompson)
- 1954: Auf gefährlicher Straße (Drive a Crooked Road)
- 1954: Drei Stunden Zeit (Three Hours to Kill)
- 1954: Sie ritten nach Westen (They Rode West)
- 1955: Mit Leib und Seele (The Long Gray Line)
- 1955: Bring Your Smile Along
- 1955: Meine Schwester Ellen (My Sister Eileen)
- 1956: Der Mann ohne Furcht (Jubal)
- 1956: Ohne Liebe geht es nicht (You Can’t Run Away from It)
- 1956: Alle Sehnsucht dieser Welt (Full of Life)
- 1957: Um Kopf und Kragen (The Tall T)
- 1957: Zähl bis drei und bete (3:10 to Yuma)
- 1957: Selten so gelacht (Operation Mad Ball)
- 1958: Cowboy
- 1958: Chefinspektor Gideon (Gideon’s Day)
- 1958: Duell im Morgengrauen (Gunman’s Walk)
- 1958: Das letzte Hurra (The Last Hurrah)
- 1959: Auf eigene Faust (Ride Lonesome)
- 1959: Mit mir nicht, meine Herren (It Happened to Jane)
- 1959: Jazz-Ekstase (The Gene Krupa Story)
- 1960: Einer gibt nicht auf (Comanche Station)
- 1960: Geheimakte M (Man on a String)
- 1960: Auf schrägem Kurs (The Wackiest Ship in the Army)
- 1961: Ein Fleck in der Sonne (A Raisin in the Sun)
- 1961: Zwei ritten zusammen (Two Rode Together)
- 1962: Der Tiger ist unter uns (13 West Street)
- 1962: Abenteuer in Rom (Rome Adventure)
- 1963: Sommer der Erwartung (Spencer’s Mountain)
- 1964: Operation Pazifik (Ensign Pulver)
- 1964: Ein Mann kam nach New York (Youngblood Hawke)
- 1965: Nymphomania (A Rage to Live)
- 1967: O Vater, armer Vater, Mutter hängt dich in den Schrank und ich bin ganz krank (Oh Dad, Poor Dad, Mamma’s Hung You in the Closet and I’m Feelin’ So Sad)